# 威士拿
威士拿，為加拿大卑詩省轄鎮之一，位處溫哥華以北大概125公里的太平洋海岸山脈中。威士拿是一個度假地區，2021年常住人口有13,982人。每年到訪威士拿的遊人有大概二百萬人次，主要是為當地舉世聞名的高山滑雪和山地單車場地慕名而來。在過去十五年來，威士拿更多次被多份滑雪雜誌選為北美最佳滑雪場地之一。威士拿並於2010年冬季奧運會和2010年冬季殘奧會期間協辦部分賽事。

## 歷史
威士拿一帶原是士魁米希族和利魯艾特族原住民的聚居地。到了1860年代，英國皇家海軍於這一帶進行勘測，並將威士拿所在的山峰命名為倫敦山（London Mountain）。連接彭伯頓谷和現今北溫哥華區的彭伯頓山徑於1877年貫穿，而捕獸者和淘金者則從1900年代起陸續抵達這一帶，並以於該帶聚居的旱獺所發出的哨音為該處取了「Whistler」這個非正式名稱。來自美國緬因州的Myrtle和Alex Philip 於1914年在阿爾他湖沿岸購入一塊面積10英畝的土地，並建立彩虹旅館，而太平洋大東方鐵路亦於同年抵達該處，該帶發展漸現雛形。
一批溫哥華商人於1960年成立了加拉博迪奧林匹克發展協會（Garibaldi Olympic Development Association，GODA），意圖將該處發展成滑雪區並爭奪1968年冬季奧運會的主辦權。由於其基礎設施貧乏（包括缺乏通往溫哥華的行車道路），該處最終不敵卡加利，未能成為代表加拿大的候選城市。（法國格勒諾布爾最終獲得該屆冬奧主辦權。）
一條通往溫哥華的雙綫行車道路於1964年開通，最初只是以碎石鋪設而成，後於1966年改以瀝青鋪設。倫敦山於1965年正式更名為威士拿山，滑雪區亦於翌年正式開放。GODA於1965年再次向加拿大奧委會申請代表加拿大爭奪1972年冬季奧運會的主辦權；這次卻敗於班芙。（日本札幌最終獲得該屆冬奧主辦權。）
威士拿最終成功爭取代表加拿大爭奪1976年冬季奧運會的主辦權，卻因同是代表加拿大的滿地可成功申辦同年夏季奧運會而落空，該屆冬奧主辦權亦於1970年由美國丹佛奪得。丹佛於1972年放棄主辦權後，國際奧委會曾建議將主辦權轉交威士拿，但於當年勝出卑詩省大選的社信黨上台執政後無法在相關事宜上達成一致，最後國際奧委會決定將主辦權轉交曾舉辦過1964年冬奧會的奧地利因斯布魯克。
雖然申奧失敗，但滑雪區一帶的房地產發展仍進行得如火如荼。然而，區内仍然缺乏污水處理系統、消防隊和警隊等基本設備。省政府因此於1974年喊停區内的發展項目，好讓居民、區域局成員和省政府官員決定下一步去向。威士拿遂於1975年9月6日正式設為度假城鎮（resort municipality）；此地區政府模式為國内首創。
威士拿構成溫哥華申辦2010年冬季奧運會計劃中的重要一環，而隨著溫哥華於2003年成功申奧，威士拿地區的準備工作也相繼展開。冬奧的冬季兩項、越野滑雪、北歐兩項和跳台滑雪比賽於威士拿奧林匹克公園舉行；雪車、鋼架雪車和雪橇比賽於威士拿滑行中心舉行；而高山滑雪比賽則於威士拿溪畔舉行。此外，2010年冬季殘奧會的冬季兩項、越野滑雪、高山滑雪賽事和閉幕式均於威士拿舉行。威士拿奧運和殘奧村於賽事期間有約2400名運動員、教練、訓練人員和職員入住；設施於賽事過後改建成住宅區。

## 交通
威士拿與溫哥華以卑詩省99號公路（又稱「海天公路」(Sea to Sky Highway),「惠斯勒公路」(Whistler Highway)）相連。鐵路服務方面，洛基登山鐵路提供來回威士拿和北溫哥華區的鐵路服務，以及連接威士拿和亞伯達省賈斯珀的跨省列車；兩者皆停靠威士拿火車站。威士拿公交系統在區内營運13條巴士綫。

## 氣候
威士拿的冬季清涼潮濕，夏季則溫暖乾爽。每年平均有11天的溫度高於攝氏30度（華氏86度），24天的溫度低於攝氏-10度（華氏14度）。
| 威士拿                   | 威士拿        | 威士拿        | 威士拿       | 威士拿      | 威士拿      | 威士拿      | 威士拿       | 威士拿      | 威士拿      | 威士拿       | 威士拿        | 威士拿        | 威士拿          |
| 月份                     | 1月           | 2月           | 3月          | 4月         | 5月         | 6月         | 7月          | 8月         | 9月         | 10月         | 11月          | 12月          | 全年            |
| ------------------------ | ------------- | ------------- | ------------ | ----------- | ----------- | ----------- | ------------ | ----------- | ----------- | ------------ | ------------- | ------------- | --------------- |
| 历史最高温 °C（°F）      | 8.9 (48.0)    | 14.3 (57.7)   | 19.6 (67.3)  | 27.8 (82.0) | 35.6 (96.1) | 34.9 (94.8) | 38.2 (100.8) | 36.4 (97.5) | 35 (95)     | 26.6 (79.9)  | 13.6 (56.5)   | 9.4 (48.9)    | 38.2 (100.8)    |
| 平均高温 °C（°F）        | 0.1 (32.2)    | 3.1 (37.6)    | 7.2 (45.0)   | 11.6 (52.9) | 16 (61)     | 19.4 (66.9) | 22.9 (73.2)  | 23.5 (74.3) | 19.2 (66.6) | 11.4 (52.5)  | 3.4 (38.1)    | −0.3 (31.5)   | 11.5 (52.7)     |
| 平均低温 °C（°F）        | −6.1 (21.0)   | −4.3 (24.3)   | −2.6 (27.3)  | 0.1 (32.2)  | 3.7 (38.7)  | 6.9 (44.4)  | 8.8 (47.8)   | 8.6 (47.5)  | 5.4 (41.7)  | 1.7 (35.1)   | −2.2 (28.0)   | −6 (21)       | 1.2 (34.1)      |
| 历史最低温 °C（°F）      | −28.2 (−18.8) | −24.1 (−11.4) | −18.5 (−1.3) | −7.7 (18.1) | −3.4 (25.9) | −0.7 (30.7) | 0.3 (32.5)   | 0 (32)      | −3.2 (26.2) | −14.2 (6.4)  | −24.3 (−11.7) | −29.2 (−20.6) | −29.2 (−20.6)   |
| 平均降水量 mm（）        | 157.2 (6.19)  | 119.5 (4.70)  | 96.1 (3.78)  | 75 (3.0)    | 66.2 (2.61) | 58.1 (2.29) | 47.7 (1.88)  | 47.5 (1.87) | 63.7 (2.51) | 147.4 (5.80) | 188.2 (7.41)  | 162.3 (6.39)  | 1,228.9 (48.43) |
| 来源：Environment Canada |               |               |              |             |             |             |              |             |             |              |               |               |                 |

## 圖片集

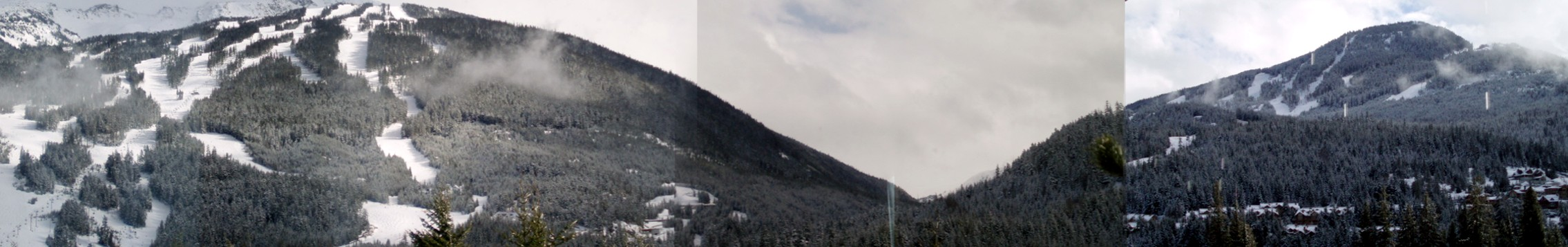
威士拿及黑梳山全景圖（攝於2007年）
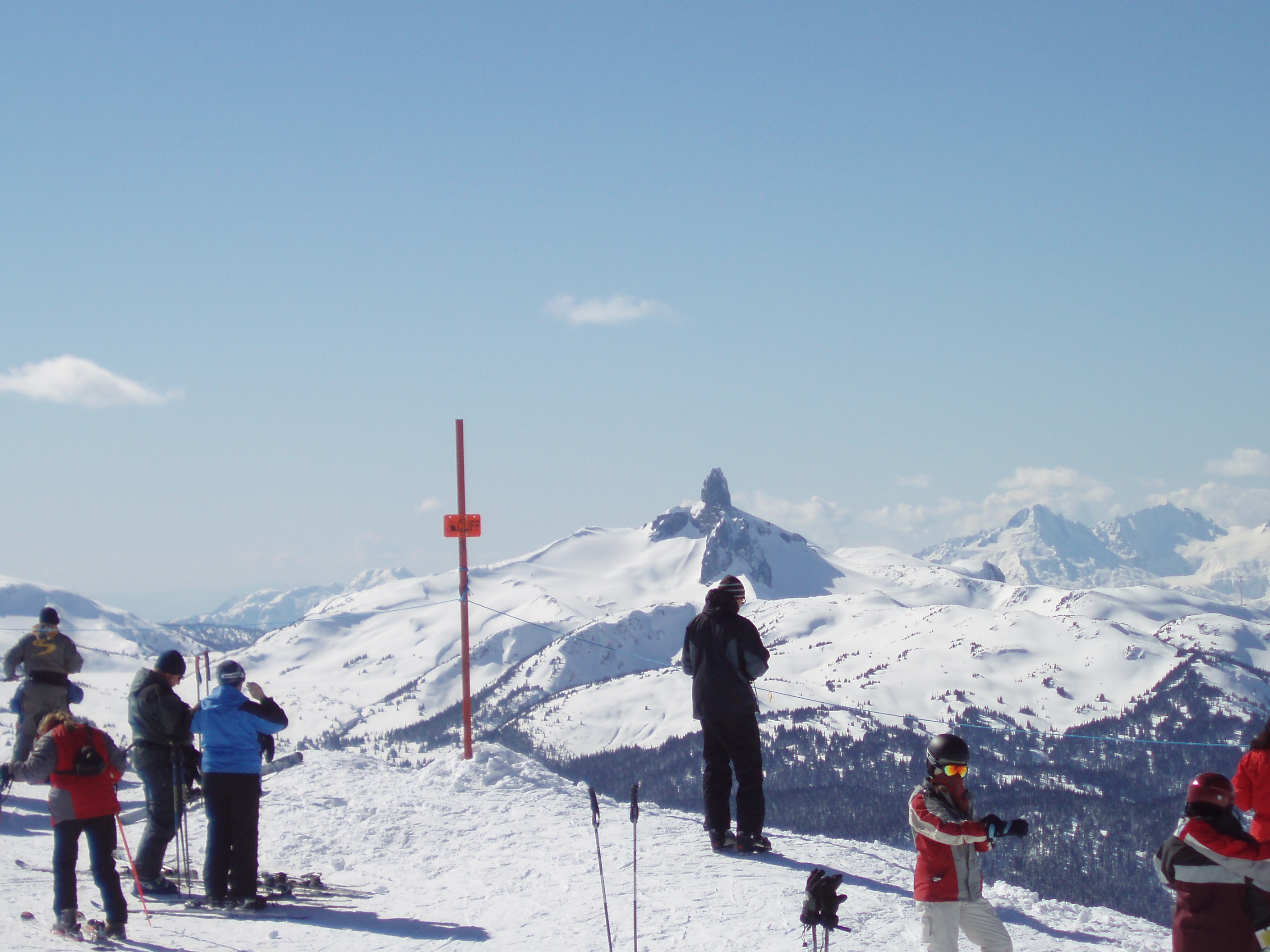
從威士拿望向黑塔斯肯山
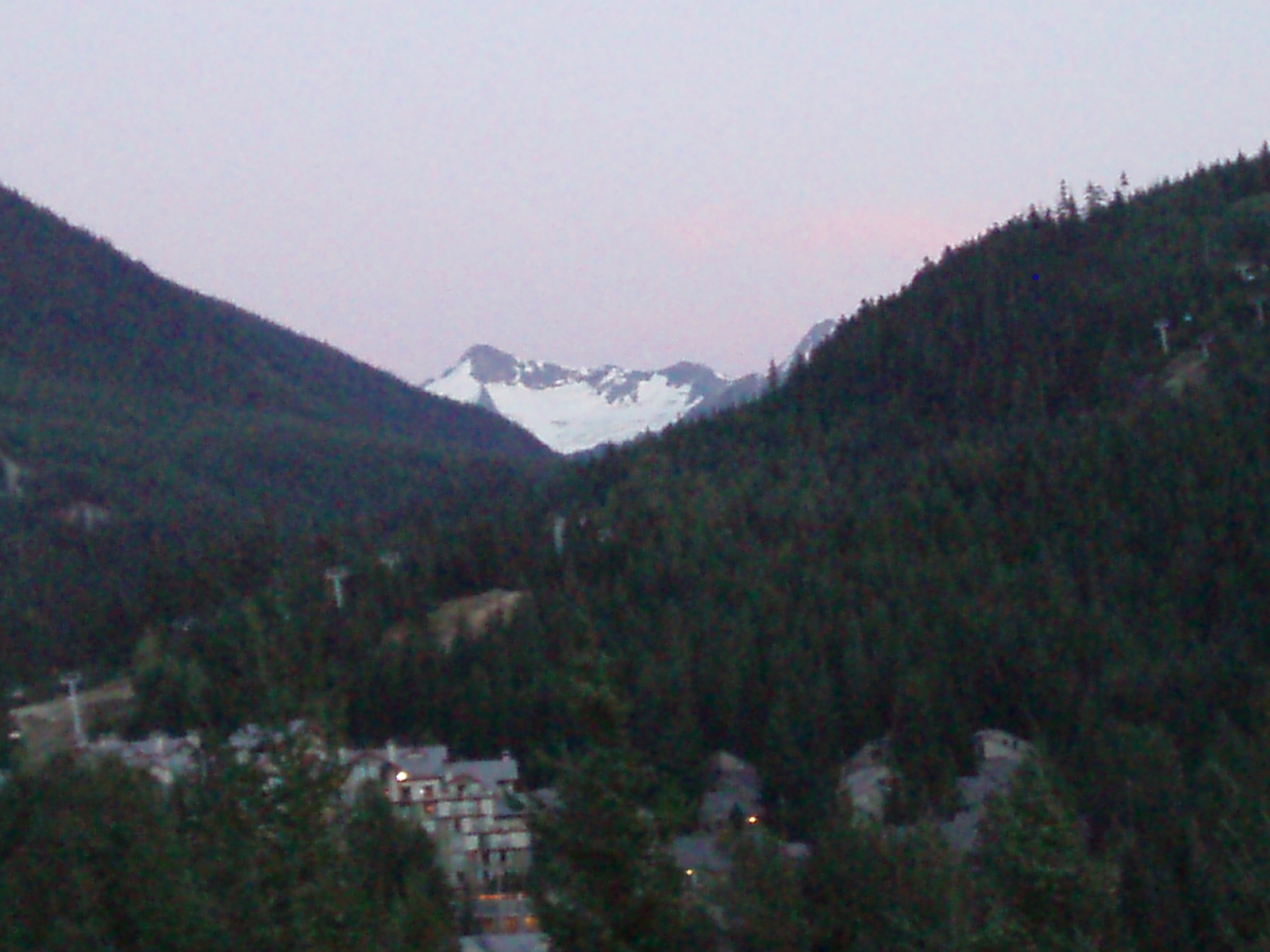
位於威士拿及黑梳山之間歌唱通道（攝於盛夏）
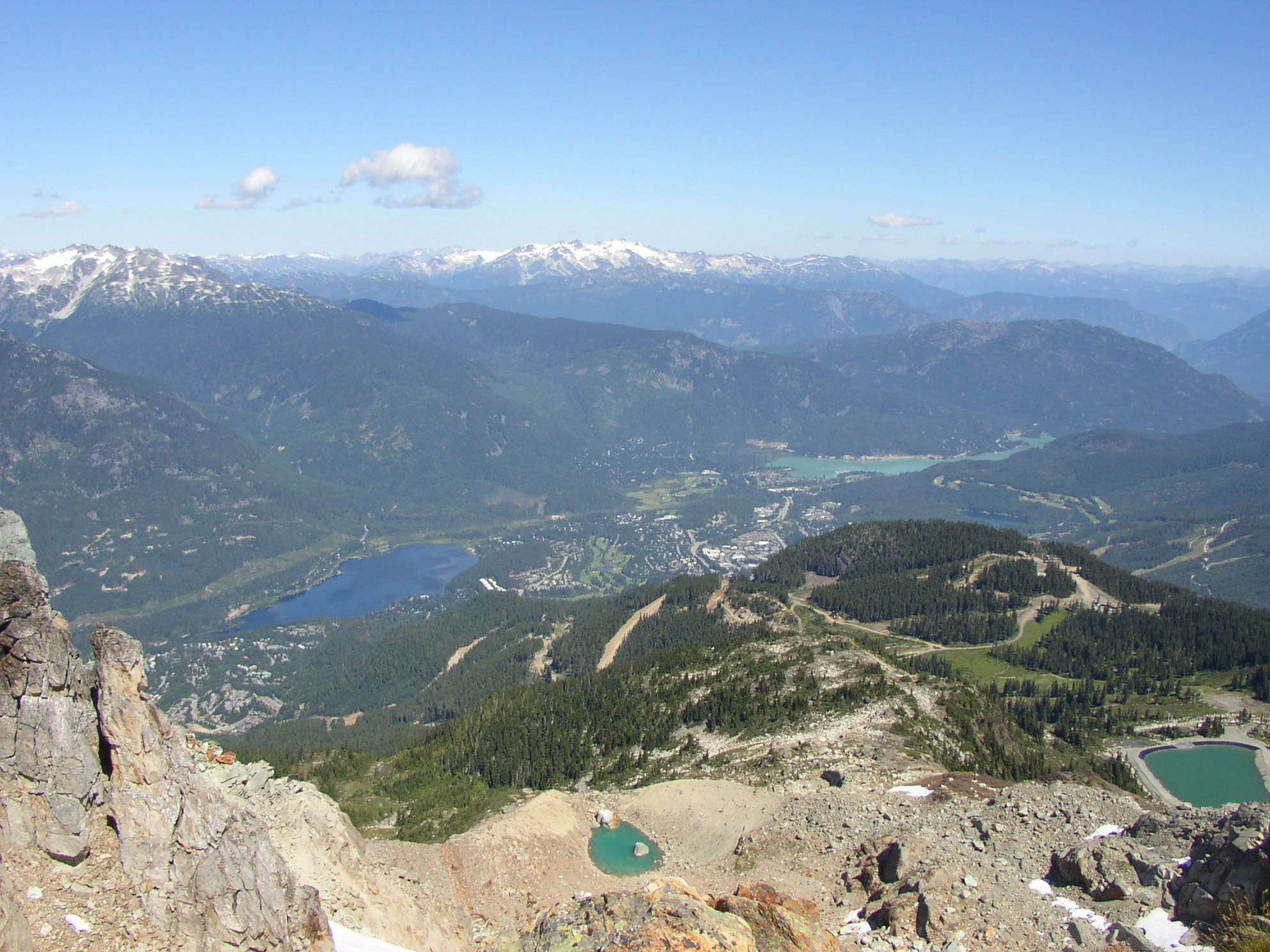
從威士拿山望向威士拿
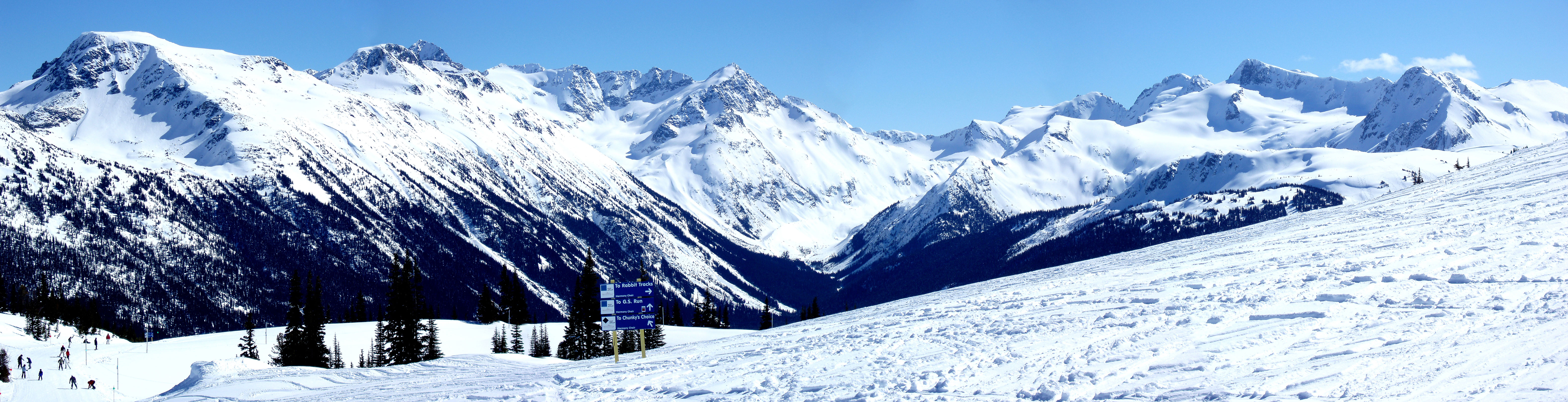
從威士拿山望向WSW
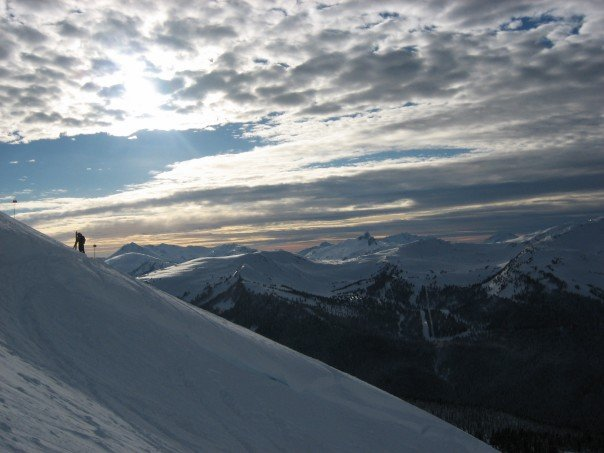
「天國的階梯」（攝於冬天）
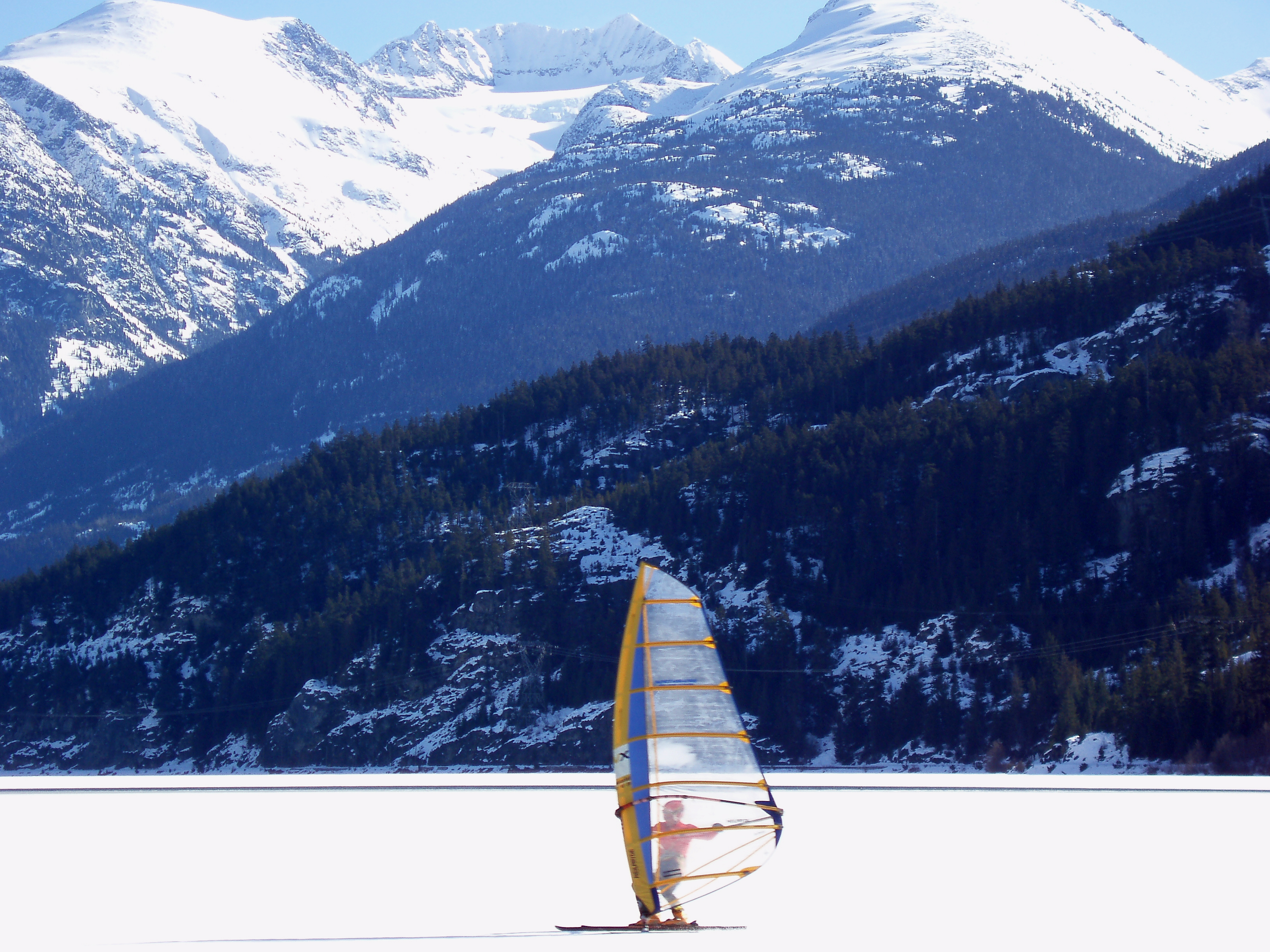
冰帆
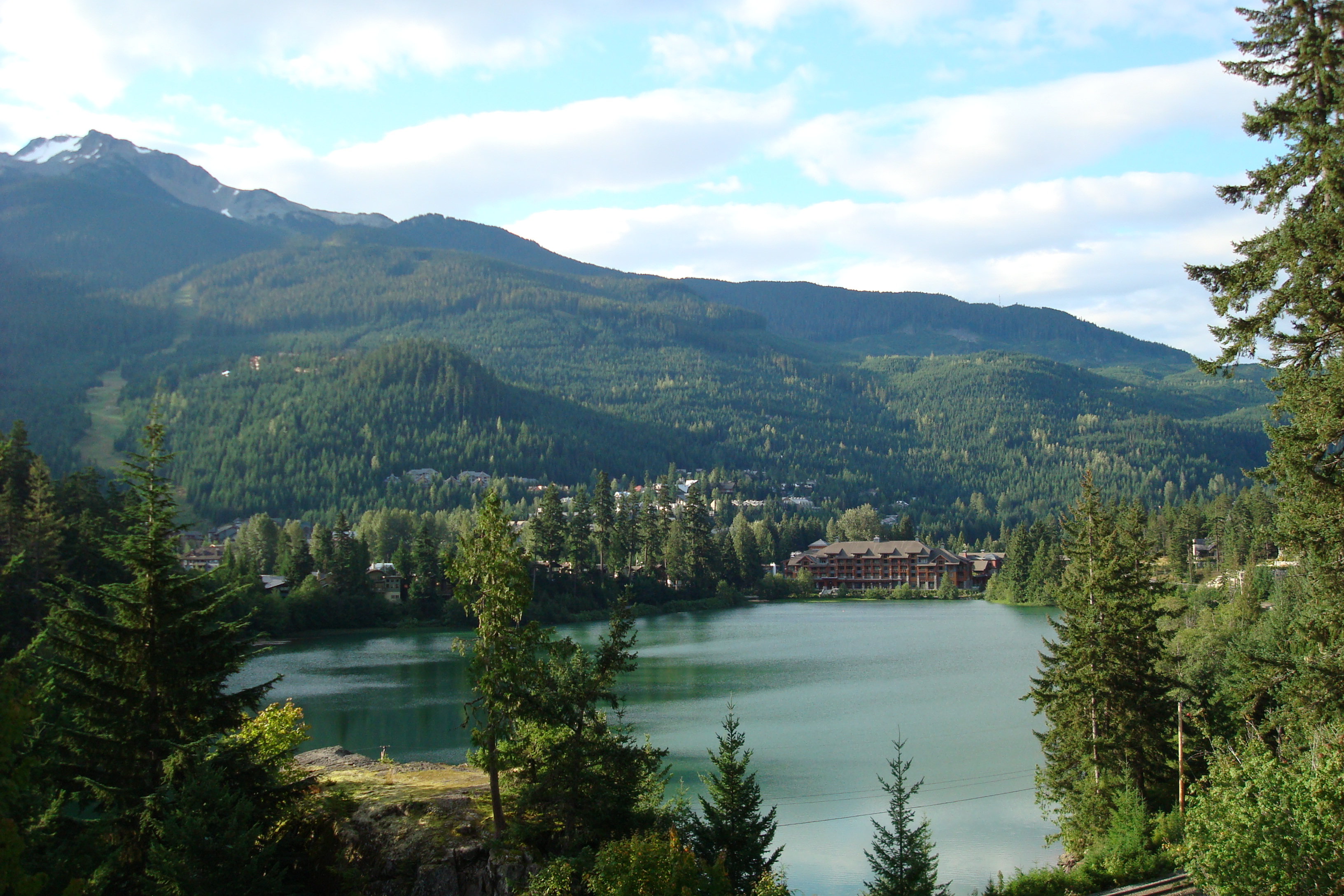
尼塔湖（攝於夏天）

## 外部連結
- 威士拿鎮網站 （页面存档备份，存于）
- 威士拿度假區協會（威士拿旅遊局） （页面存档备份，存于）
- 溫哥華2010年冬奧會網站 （页面存档备份，存于）